# Rituales nuo

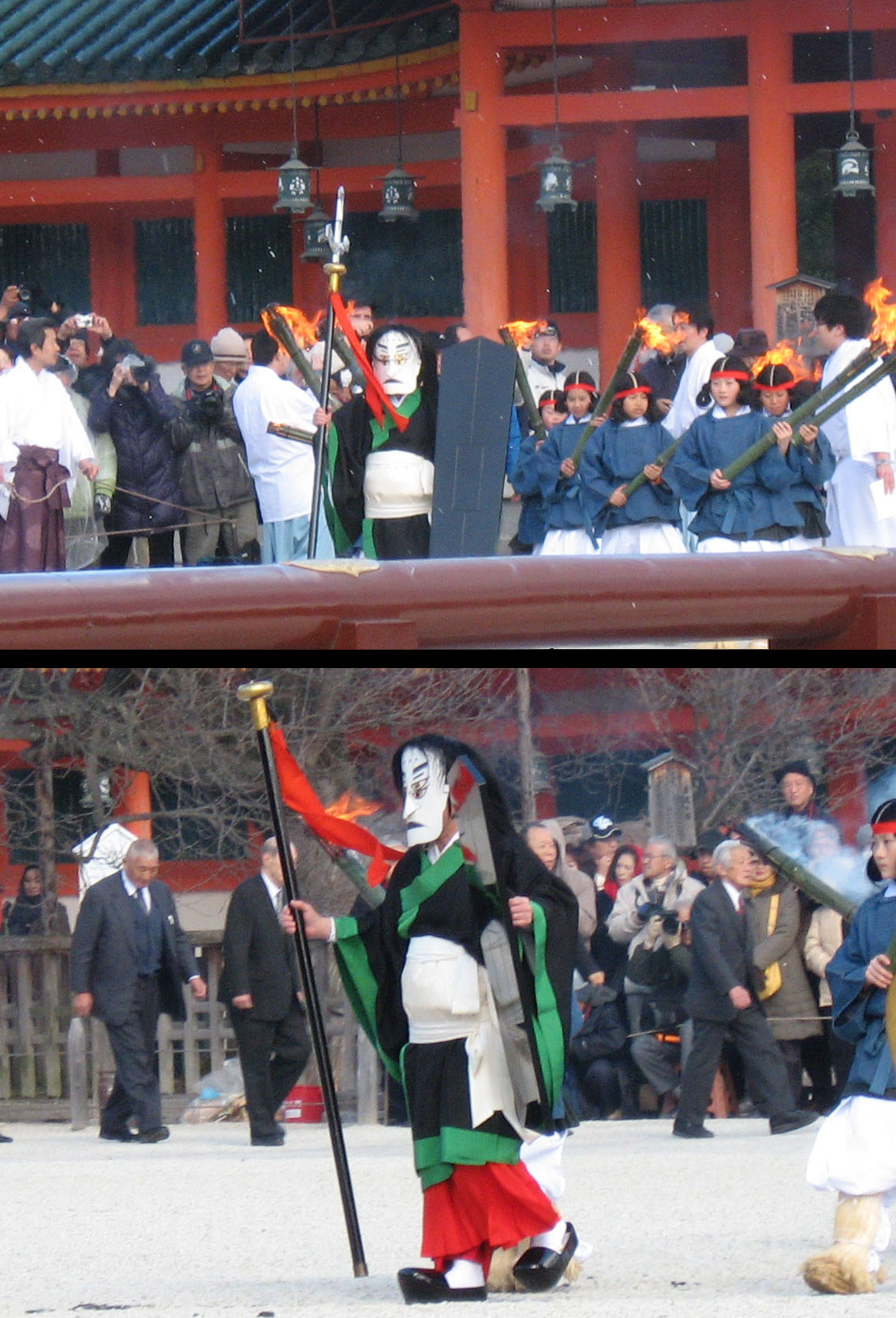
oniyarai sintoísta practicado en el Santuario Heian.

Rituales Nuo o cultos Nuo (傩文化) donde nuo (chino simplificado: 傩; chino tradicional: 儺) quiere decir "exorcismo" ("vinculante por juramento"), define las prácticas rituales que se encuentran en algunas formas locales de la religión tradicional china, así como en Shinto y en Sinism . Es especialmente importante en la religión tradicional china de los Tujia y otros grupos étnicos de China.
Los rituales Nuo giran en torno a la adoración de dioses representados por máscaras e ídolos de madera característicos; estos dioses incluyen antepasados y dioses tutelares de la naturaleza. Rituales Nuo y dramas elaborados se llevan a cabo en su mayoría por los círculos de fashi (maestros rituales no taoístas), usando las máscaras de los dioses.
Los estudiosos han observado cómo el estado del ritual Nuo en China ha pasado de una cultura desconocida y obstaculizada antes de la década de 1980, a una religión tradicional oficialmente aprobada hoy en día. El renacimiento del ritual Nuo ha sido desarrollado por el gobierno chino como una matriz de identificación étnica de la nación Tujia.
El concepto del antiguo evento Nuo chino fue importado a Japón, este se desarrolló y finalmente se convirtió en un evento anual en la Corte Imperial en los inicios del periodo Heian. En la víspera de Año Nuevo (30 de diciembre según el viejo calendario) todos los años en la Corte Imperial, esta ceremonia de "onibarai" o "tsuina (追 儺)" (expulsar ogros) se celebra desde hace unos 1200 años desde inicios del período Heian. Se puede ver la ceremonia similar "Dainanogi" en el santuario Heian Jingu. Se dice que es un ritual de purificación para exorcizar oni (ogros) o espíritus malignos celebrada el día setsubun, proveniente originalmente de "tsuina" (una ceremonia de fin de año para ahuyentar a los ogros), que había sido observado desde todo el período Heian.

## Ceremonias
Las ceremonias Nuo (傩仪/儺儀) para los dioses incluyen las danzas Nuo (傩舞/儺舞), canciones Nuo (傩歌/儺歌), sacrificios Nuo (傩祭) y la opera Nuo (傩戏/儺戲).